# Anna Maria Wesołowska
Anna Maria Wesołowska z domu Rodzoch (ur. 22 kwietnia 1954 w Łodzi) – polska prawniczka, sędzia w stanie spoczynku, osobowość telewizyjna, niezawodowa aktorka filmowa i telewizyjna.
Występowała w programach Sędzia Anna Maria Wesołowska oraz Wesołowska i mediatorzy, emitowanych na antenie telewizji TVN.

## Życiorys
Jest absolwentką I Liceum Ogólnokształcącego im. Mikołaja Kopernika w Łodzi. W 1978 ukończyła studia na Wydziale Prawa i Administracji Uniwersytetu Łódzkiego; otrzymała nominację w 1982.
Łódzka sędzia, współautorka ustawy o świadku koronnym, uważana za ekspertkę od przestępczości zorganizowanej. Była członkiem składów orzekających w procesach łódzkiej „ośmiornicy” i gangu Popeliny. Brała udział w wydaniu orzeczenia o nałożeniu na siedemnastoletniego handlarza narkotyków obowiązku ostrzegania młodzieży na lekcjach wychowawczych przed handlem i używaniem narkotyków. 1 października 2009 przeszła w stan spoczynku.
Dla „Dziennika Łódzkiego” napisała cykl felietonów skierowanych do młodzieży na temat prawa, których część była przedmiotem zajęć szkolnych w Łodzi na temat korupcji. Zainicjowała program uczestniczenia w rozprawach sądowych uczniów w wieku 15–18 lat jako formę edukacji prawnej. Prowadziła w początkowym etapie jeden z pierwszych w Polsce program pokoju przesłuchań dla dzieci – świadków i ofiar przestępstw (pokój przyjazny dziecku – „błękitny pokój”, „niebieski pokój”).
Członek Stowarzyszenia Sędziów Polskich „Iustitia”. Współtwórca projektu „Dziennikarz w sądzie”, organizowanego przez „Iustitię”, Fundację im. Stefana Batorego i Helsińską Fundację Praw Człowieka, mającego na celu poznanie przez dziennikarzy uwarunkowań pracy sędziów i na odwrót.
W 2012 została członkiem Międzynarodowej Kapituły Orderu Uśmiechu.

## Telewizja
W 1972 zagrała w wyreżyserowanym przez Anette Olsen filmie Agnieszka. Występowała w serialu typu court show Sędzia Anna Maria Wesołowska, emitowanym w latach 2006–2011 na antenie TVN i od 2019 do 2021 na TTV, grając samą tytułową postać.
- 1972: Agnieszka – jako koleżanka Agnieszki
- 2010: Na Wspólnej – jako sędzia[11] (de facto jako ona sama podczas nagrywania odcinka serialu Sędzia Anna Maria Wesołowska)
- 2006–2011, 2019–2021: Sędzia Anna Maria Wesołowska – jako ona sama
- 2015: Wesołowska i mediatorzy – jako ona sama

## Życie prywatne
Była żoną Ryszarda (zm. 2019). W 2019 roku przeszła onkologiczną operację mózgu.

## Publikacje
- Bezpieczeństwo młodzieży. Poradnik prawny. Warszawa: Wydawnictwo Poltext, 2008. ISBN 978-83-7561-008-6
- Bezpieczna młodzież: program prewencyjno-wychowawczy dla młodzieży szkół ponadgimnazjalnych województwa łódzkiego. Łódź: Regionalne Centrum Polityki Społecznej przy Urzędzie Marszałkowskim, 2003. ISBN 83-919501-1-5
- Zmiany kodyfikacji karnych w zakresie przepisów dotyczących ochrony prawnej małoletnich; [w:] kwartalnik Dziecko krzywdzone nr 6/2004 – Dziecko jako świadek w procedurach prawnych; Fundacja Dzieci Niczyje, ISSN 1644-6526 (ekspertyza na zlecenie Rzecznika Praw Dziecka)
- Korupcja w wymiarze sprawiedliwości – symptomy i kulisy; [w:] Przestępczość zorganizowana. Świadek koronny, terroryzm w ujęciu praktycznym pod red. Emila W. Pływaczewskiego. Kraków: Wydawnictwo „Kantor Wydawniczy Zakamycze”, 2005. ISBN 83-7444-128-3

## Odznaczenia
- Odznaka Honorowa za Zasługi dla Ochrony Praw Dziecka (2018)[15]
- Order Uśmiechu